# Киев (противолодъчен крайцер)
Киев (поръчка С-703) е недостроен противолодъчен крайцер (ПКР) на ВМФ на СССР от проекта 1123, трети кораб в серията. Трябва да е построен според изменения проект 1123.3 (в някои източници 1123М).
Основната задача на кораба е унищожение на атомните подводни лодки на противника и осигуряването на противолодъчната отбрана на съединенията кораби действащи в отдалечените райони.

## История
През 1967 г. ЦКБ-17 получава заданието да модернизира проекта 1123. Основните нови изисквания към проекта стават: разполагането на борда на ПУ за ПКРК „Малахит“; усилване на зенитното въоръжение; осигуряване ан базирането на СВИК Як-36М; създаването на полетната палуба с шест полетни площадки; обновяване на радиоелектронното оборудване; увеличаване на общите габарити на кораба; увеличаване на броя каюти за екипажа.
Залагането му е на 20 февруари 1968 г. Към този момент на Николаевския корабостроителен завод № 444 вече е обособено стапелно място и са произведени няколко от дънните секции на корпуса. Но тъй като обновеният крайцер-вертолетоносач по своите тактико-технически характеристики се приближава към самолетоносача, представителите на ВМФ не виждат нужда от него, и през септември 1968 г. строителството му е отменено. А стапелното място, също както и името преминават към главния кораб на проекта 1143 „Кречет“ ТАВКР „Киев“.